# That Woman Opposite
Pour plus de détails, voir Fiche technique et Distribution.
That Woman Opposite est un film britannique de Compton Bennett, sorti en 1957.

## Synopsis
Dans la Rue des Anges, à La Bandelette, en France, Janice Lawes trouve son père, Sir Maurice Lawes, assassiné.  L'inspecteur français Goron, dépêché sur les lieux, et le détective privé anglais Dermot Kinross rivalisent pour trouver la solution de cette énigme.  Tout accuse Eve Atwood, dont les vêtements  de nuit ensanglantés ont été découverts par la police française. Mais Toby, le fils de la victime, ne vole-t-il pas depuis longtemps de précieux objets de la collection de son défunt père pour faire taire sa maîtresse qui le fait chanter ?  Et l'inconnu qui a tué un gendarme sous les fenêtres de Sir Lawes quelques jours plus tôt, n'avait-il pas tout intérêt à faire disparaître ce témoin gênant ?

## Commentaires
Avec le film français La Chambre ardente, il s'agit de la seule adaptation cinématographique d'un roman de John Dickson Carr.  Coïncidence, les deux récits se situent en France, alors que presque tous les romans de cet auteur se déroulent en Angleterre.
Par ailleurs,  John Stoll, le directeur artistique de cette production, concevra en 1962 les décors de Lawrence d'Arabie de David Lean pour lequel il remportera un Oscar.

## Fiche technique
- Titre : That Woman Opposite
- Titre original :
- Réalisation : Compton Bennett
- Scénario : Compton Bennett, d'après le roman Un coup sur la tabatière de John Dickson Carr.
- Photo : Lionel Banes
- Décors : John Stoll
- Musique : Stanley Black
- Montage : Bill Lewthwaite
- Production : William Gell Productions, Monarch Film Corporation, RKO Radio Pictures
- Pays d'origine : Royaume-Uni
- Genre : Film policier
- Format : Noir et blanc - 1,37:1 - Son mono - 35 mm
- Durée : 85 minutes
- Date de sortie : 28 mai 1957

## Distribution
- Phyllis Kirk : Eve Atwood
- Dan O'Herlihy : Dermot Kinross
- Wilfrid Hyde-White : Sir Maurice Lawes
- Petula Clark : Janice Lawes
- Jack Watling : Toby Lawes
- William Franklyn : Ned Atwood
- Guido Lorraine : Aristide Goron
- Margaret Withers : Lady Helena Lawes
- Tita Dane : Marie Latour
- Robert Raikes : Bill
- André Charisse : Gaston
- Jacques Cey : Busson
- Irene Moore : Diana
- Balbina : Prue
- Concepta Fennell : Peggy